# Aleksandr Małygin
Aleksandr Władimirowicz Małygin (ros. Александр Владимирович Малыгин, ukr. Олександр Володимирович Малигін, Ołeksandr Wołodymyrowicz Małyhin; ur. 27 listopada 1979 w Ługańsku) – rosyjski piłkarz pochodzenia ukraińskiego, grający na pozycji napastnika, a wcześniej obrońcy. Zmienił obywatelstwo ukraińskie na rosyjskie.

## Kariera piłkarska

### Kariera klubowa
Jego ojciec Wołodymyr Małyhin oraz brat Jurij Małyhin również piłkarze. Wychowanek DJuSSz Zoria Ługańsk, w którym rozpoczął karierę piłkarską. Latem 1998 wyjechał do Rosji, gdzie został piłkarzem Rostsielmasza Rostów nad Donem. Występował najpierw półtora roku w rezerwowej drużynie (42 meczów, 1 bramka), a następnie w podstawowej jedenastce. W 2003 przeszedł do Tereku Grozny, ale nie zagrał żadnego meczu i zmienił klub na Urał Jekaterynburg. Na początku 2005 został zaproszony do SKA Rostów nad Donem, a latem powrócił do Zorii, gdzie pełnił również funkcje kapitana drużyny. W rundzie wiosennej sezonu 2006/07 występował w Illiczowcu Mariupol, a potem przeniósł się do azerskiego klubu Simurq Zaqatala. W lutym 2010 jako wolny agent przeszedł do Zakarpattia Użhorod. Na początku 2011 przeniósł się do Torpeda Moskwa, w którym pełnił role kapitana drużyny. Latem 2012 odszedł do Rotoru Wołgograd.

## Sukcesy i odznaczenia

### Sukcesy klubowe
- mistrz Pierwszej Lihi Ukrainy: 2006